# سیارک ۲۷۰۳
سیارک ۲۷۰۳ (به انگلیسی: 2703 Rodari، نامگذاری:1979FT2) دو هزار و هفتصد و سومین سیارک کشف شده‌است که در ۲۹ مارس ۱۹۷۹ کشف شد.
قدر مطلق سیارک برابر ۱۳٫۵۰ است.